# 1516년

## 연호
- 명(明) 정덕(正德) 11년
- 일본(日本) 에이쇼(永正) 13년
- 후 레 왕조(後黎朝) 홍투언(洪順) 8년 / 꽝티에우(光紹) 원년

## 기년
- 류큐(琉球) 쇼신왕(尚真王) 40년
- 명(明) 무종 정덕제(武宗 正德帝) 11년
- 조선(朝鮮) 중종(中宗) 11년
- 후 레 왕조(後黎朝) 양익제(襄翼帝) 8년 / 소종(昭宗) 원년

## 사건
- 1월 23일 - 카를로스 1세, 스페인 국왕으로 즉위
- 9월 - 스페인 제국과 테네스의 통치자가 알제 술탄국의 수도 알제의 원정에 나섰다가 실패로 돌아갔다.
- 네덜란드의 인문학자이자 로마 가톨릭 사제인 에라스무스가 그리스어 신약성서를 편집
- 토머스 무어의 《유토피아》 초판 출간
- 레오나르도 다빈치의 프랑스 이주 - 프랑스 국왕 프랑수아 1세의 초청받은 다빈치가 프랑스 앙부아즈로 이주함(여름)

## 탄생
- 2월 18일 - 잉글랜드 왕국 및 아일랜드 왕국의 여왕 메리 1세. (~1558년 )
- 3월 26일 - 스위스의 박물학자, 서지학자 콘라트 게스너. (~1565년)